# SKU Amstetten
Sportklub Union Amstetten (normalt bare kendt som SKU Amstetten) er en østrigsk fodboldklub fra byen Amstetten. Klubben spiller i 2. Liga, og har hjemmebane på Ertl Glas Stadion. Klubben blev grundlagt i 1997.